# Солнечний (Казахстан)
Со́лнечний (каз. Солнечный) — селище у складі Екібастузької міської адміністрації Павлодарської області Казахстану. Адміністративний центр та єдиний населений пункт Солнечної селищної адміністрації.
Населення — 5843 особи (2021; 4892 у 2009, 8881 у 1999, 5624 у 1989).
Станом на 1989 рік селище мало статус селища міського типу.